# 对数微分法
对数微分法（英語：Logarithmic differentiation）是在微积分学中，通过求某函数f的对数导数来求得函数导数的一种方法， 
{\displaystyle [\ln(f)]'={\frac {f'}{f}}\quad \rightarrow \quad f'=f\cdot [\ln(f)]'.}
这一方法常在函数对数求导比对函数本身求导更容易时使用，这样的函数通常是几项的积，取对数之后，可以把函数变成容易求导的几项的和。这一方法对幂函数形式的函数也很有用。对数微分法依赖于链式法则和对数的性质（尤其是自然对数），把积变为求和，把商变为做差。这一方法可以应用于所有恆不为0的可微函数。

## 概述
对于某函数
{\displaystyle y=f(x)\,\!}
运用对数微分法，通常对函数两边取绝对值后取自然对数。
{\displaystyle \ln |y|=\ln |f(x)|\,\!}
运用隐式微分法，可得
{\displaystyle {\frac {1}{y}}{\frac {dy}{dx}}={\frac {f'(x)}{f(x)}}}
两边同乘以y，则方程左边只剩下dy/dx：
{\displaystyle {\frac {dy}{dx}}=y\times {\frac {f'(x)}{f(x)}}=f'(x).}
对数微分法有用，是因为对数的性质可以大大简化复杂函数的微分，常用的对数性质有：
{\displaystyle \ln(ab)=\ln(a)+\ln(b),\qquad \ln \left({\frac {a}{b}}\right)=\ln(a)-\ln(b),\qquad \ln(a^{n})=n\ln(a)}

### 通用公式
有一如下形式的函数，
{\displaystyle f(x)=\prod _{i}(f_{i}(x))^{\alpha _{i}(x)}.}
两边取自然对数，得
{\displaystyle \ln(f(x))=\sum _{i}\alpha _{i}(x)\cdot \ln(f_{i}(x)),}
两边对x求导，得
{\displaystyle {\frac {f'(x)}{f(x)}}=\sum _{i}\left[\alpha _{i}'(x)\cdot \ln(f_{i}(x))+\alpha _{i}(x)\cdot {\frac {f_{i}'(x)}{f_{i}(x)}}\right].}
两边同乘以{\displaystyle f(x)}，可得原函数的导数为
{\displaystyle f'(x)=\overbrace {\prod _{i}(f_{i}(x))^{\alpha _{i}(x)}} ^{f(x)}\times \overbrace {\sum _{i}\left\{\alpha _{i}'(x)\cdot \ln(f_{i}(x))+\alpha _{i}(x)\cdot {\frac {f_{i}'(x)}{f_{i}(x)}}\right\}} ^{[\ln(f(x))]'}}

## 应用

### 积函数
对如下形式的两个函数的积函数
{\displaystyle f(x)=g(x)h(x)\,\!}
两边取自然对数，可得如下形式的和函数
{\displaystyle \ln(f(x))=\ln(g(x)h(x))=\ln(g(x))+\ln(h(x))\,\!}
应用链式法则，两边微分，得
{\displaystyle {\frac {f'(x)}{f(x)}}={\frac {g'(x)}{g(x)}}+{\frac {h'(x)}{h(x)}}}
整理，可得
{\displaystyle f'(x)=f(x)\times {\Bigg \{}{\frac {g'(x)}{g(x)}}+{\frac {h'(x)}{h(x)}}{\Bigg \}}=g(x)h(x)\times {\Bigg \{}{\frac {g'(x)}{g(x)}}+{\frac {h'(x)}{h(x)}}{\Bigg \}}}

### 商函数
对如下形式的两个函数的商函数
{\displaystyle f(x)={\frac {g(x)}{h(x)}}\,\!}
两边取自然对数，可得如下形式的差函数
{\displaystyle \ln(f(x))=\ln {\Bigg (}{\frac {g(x)}{h(x)}}{\Bigg )}=\ln(g(x))-\ln(h(x))\,\!}
应用链式法则，两边求导，得
{\displaystyle {\frac {f'(x)}{f(x)}}={\frac {g'(x)}{g(x)}}-{\frac {h'(x)}{h(x)}}}
整理，可得
{\displaystyle f'(x)=f(x)\times {\Bigg \{}{\frac {g'(x)}{g(x)}}-{\frac {h'(x)}{h(x)}}{\Bigg \}}={\frac {g(x)}{h(x)}}\times {\Bigg \{}{\frac {g'(x)}{g(x)}}-{\frac {h'(x)}{h(x)}}{\Bigg \}}}
右边通分之后，结果和对{\displaystyle f(x)}运用除法定则所得结果相同。

### 复合指数函数
对于如下形式的函数
{\displaystyle f(x)=g(x)^{h(x)}\,\!}
两边取自然对数，可得如下形式的积函数
{\displaystyle \ln(f(x))=\ln \left(g(x)^{h(x)}\right)=h(x)\ln(g(x))\,\!}
应用链式法则，两边求导，得
{\displaystyle {\frac {f'(x)}{f(x)}}=h'(x)\ln(g(x))+h(x){\frac {g'(x)}{g(x)}}}
整理，得
{\displaystyle f'(x)=f(x)\times {\Bigg \{}h'(x)\ln(g(x))+h(x){\frac {g'(x)}{g(x)}}{\Bigg \}}=g(x)^{h(x)}\times {\Bigg \{}h'(x)\ln(g(x))+h(x){\frac {g'(x)}{g(x)}}{\Bigg \}}.}
与将函数f看做指数函数，直接运用链式法则所得结果相同。